# Cambra d'Horus

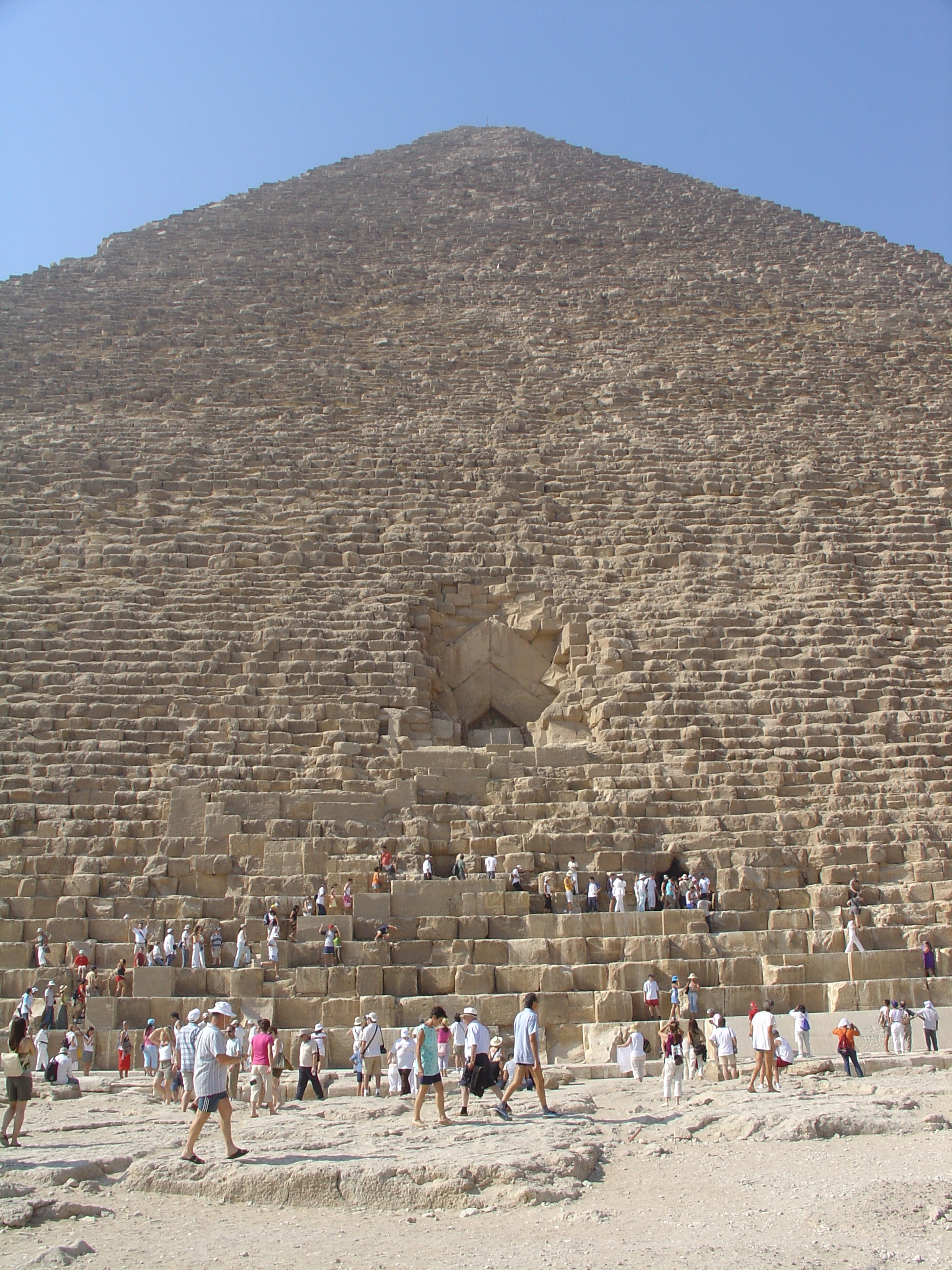
La Gran Piràmide de Gizeh.

La Cambra d'Horus també anomenada Tomba-Illa és una suposada cambra de dimensions desconegudes que posseiria una «illa» al centre i un canal fins al Nil. Historiadors com el grec Heròdot van afirmar haver sentit parlar d'ella i altres com el romà Plini el Vell les recullen per altres fonts.
Excepte l'anomenada cambra subterrània, situada sota la Piràmide de Kheops, no ha estat trobada, tot i les investigacions portades a terme per diferents equips d'arqueòlegs i egiptòlegs. A més, Heròdot no va dir que estiguessin sota la Gran piràmide, sinó «al turó sobre la qual s'alcen les piràmides».
| «                                       | Deu van ser, com dic, els anys que es van emprar en la construcció d'aquesta calçada (processional) i de les cambres subterrànies del turó sobre la qual s'alcen les piràmides, cambres que, perquè li servissin de sepultura, Keops es va fer construir-conduint fins a allí un canal amb aigua procedent del Nil-en una illa. | » |
| — Heròdot, Història (llibre II, 124, 4) | |   |

## Investigacions realitzades a la Gran Piràmide
El 1873 Howard Vyse va realitzar forats a la cambra subterrània i va explorar la Gran Piràmide emprant dinamita.
El 1963 J. Bruchet estudià el fenomen segons el qual converses mantingudes en una cambra són escoltades en una altra, per la qual cosa conclou que era possible el fet descrit per Heròdot i realitza la següent afirmació:
| «                  | Per què no serien autèntics passatges acústics, que acabessin en unes caixes de ressonància? Aquesta suposició implicaria l'existència, a l'interior de la piràmide, d'altres cambres encara desconegudes | » |
| — J. Bruchet, 1963 | |   |

| «                     | Els dites de Heròdot no s'haurien de descartar per endavant perquè l'excavació de la Cambra Subterrània no va trigar més de dos anys de treball, i l'estranya ressonància que s'observa en ella podria significar que hi ha una gran estança sota ella, desconeguda fins ara. | » |
| — Andrea Pochan, 1969 | |   |

## La cambra en la ficció
El dibuixant i guionista belga Edgar Pierre Jacobs en el seu doble àlbum «El secret de la Gran Piràmide», dins de les Aventures de Blake i Mortimer, col·loca a aquesta enigmàtica dependència al centre de la intriga i arriba a mostrar fidedignament segons les descripcions disponibles, incloent l'accés subterrani des del riu Nil